# Office catholique d'information et d'initiative pour l'Europe
L'Office catholique d'information et d'initiative pour l'Europe (OCIPE) est un organisme, fondé en 1956 à Strasbourg, qui travaille depuis sa création sur les sujets éthiques liés à la construction européenne.

## Historique
L'OCIPE est né d'un premier office créé en 1950 à la demande de Mgr Jean-Julien Weber, évêque de Strasbourg et à l'initiative de laïcs catholiques gagnés à la cause de l'Europe naissante (Pierre Pflimlin, Marcel Rudloff, Théo Braun) et d'ecclésiastiques Mgr Maurice Nédoncelle. Cet organisme relevant de la « Conférence des organisations internationales catholiques » (OIC) interrompt ses activités en 1954, faute de moyens financiers. En 1956, les jésuites répondent à l'appel de Mgr Jean-Julien Weber.
En novembre 1956, il est décidé de créer une nouvelle association de droit local alsacien-mosellan, dénommée Office catholique d'information sur les problèmes européens. L'OCIPE est officiellement constitué le 11 décembre 1956 à Strasbourg. Son objet est de constituer un centre de recherche et de documentation sur les problèmes européens, en se mettant à la disposition des organisations catholiques nationales et internationales pour les informer sur les activités des institutions européennes et faciliter leur participation à ces activités.
Depuis 1956, l’OCIPE connait plusieurs étapes liées à la fois à l’évolution de l’intégration européenne et à celle de l’organisation européenne de la Compagnie de Jésus.
À partir de 1963, outre l'activité de Strasbourg, principalement auprès du Conseil de l’Europe, l'OCIPE ouvre un bureau à Bruxelles auprès des institutions de la Communauté européenne.
Après la chute du mur de Berlin, l'OCIPE ouvre en 1990 des bureaux à Budapest et Varsovie. C'est le 7 mars 1990 que l'OCIPE change de dénomination et devient l’Office catholique d'information et d'initiative pour l'Europe. Les quatre bureaux sont alors dirigés à Bruxelles par un jésuite, rattaché au président de la Conférence des provinciaux européens de la Compagnie de Jésus.
En janvier 2012, la Compagnie de Jésus crée au niveau européen le Jesuit European Social Centre (JESC), situé à Bruxelles et rattaché au président de la Conférence des provinciaux européens de la Compagnie de Jésus. L’équipe bruxelloise de l’OCIPE intègre le JESC et, parallèlement, les équipes de l’OCIPE à Budapest et Varsovie sont transformées en centres sociaux rattachés aux provinces locales de la Compagnie de Jésus.

## Mission
L'OCIPE a pour mission de réaliser des études et des analyses sur les politiques et sur les processus décisionnels, économiques et sociaux concernant l'Union Européenne ainsi que sur les changements dans la mentalité, les coutumes et la religiosité en Europe.
Le 2 mai 1967, à l'occasion du dixième anniversaire de la création de l'office, le pape Paul VI transmet le message suivant « Le Saint-Père, vous le savez, a maintes fois attiré l’attention des chrétiens sur l’extrême importance du travail international dans le monde d’aujourd’hui. En ce qui concerne l’Europe, en particulier, Il a souvent manifesté, et tout récemment encore, le très vif intérêt avec lequel le Saint-Siège suit et encourage tous ceux qui œuvrent pour l’avenir heureux et pacifique de ce continent chargé d’histoire. Il ne peut donc que se réjouir de l’utile contribution apportée par l’OCIPE [...], à la réflexion et à l’action des chrétiens pour promouvoir la réalisation du bien commun européen, et assurer le rayonnement des valeurs spirituelles à travers les institutions nouvelles qui s’efforcent de le mettre en œuvre ».
L'objet de l'OCIPE, tel que défini le 7 mars 1990 est de « constituer un centre de recherches, d’informations et de documentation sur les problèmes européens, ainsi que de promouvoir une réflexion chrétienne notamment par le moyen de conférences, groupe de travail et publications. Il se met, en particulier, à la disposition des organisations catholiques, nationales et internationales, pour les renseigner sur les activités des divers organismes officiels ou privés travaillant sur le plan européen ».
L'OCIPE participe aux travaux de l'Union européenne, par exemple en ayant apporté sa contribution à la rédaction du projet de charte des droits fondamentaux de l'Union européenne.
Fin 2012, l’OCIPE lance le projet « Éducation et citoyenneté active en contexte européen ». Ce projet est repris par le JESC à travers un colloque tenu le 31 janvier 2013 au Comité économique et social européen à Bruxelles, puis par l’OCIPE qui coorganise avec l'Union européenne des anciens et anciennes élèves de l’enseignement catholique (UNAEC-Europe) un colloque à Strasbourg le 12 juin 2013.
En janvier 2013, après la création du Jesuit European Social Centre, l’OCIPE retrouve sa première mission d’action auprès des milieux européens de Strasbourg, et notamment du Conseil de l'Europe. Redevenu une association principalement de laïcs, cet organisme reste en relation étroite avec la Compagnie de Jésus.
Laurent Grégoire, président de l’OCIPE, est membre de la plateforme diocésaine de pastorale européenne de l’archevêché de Strasbourg.
L’OCIPE est l’un des organisateurs d’un colloque organisé au Conseil de l'Europe le 17 janvier 2019.
Le 27 mai 2024, l'OCIPE co-organise au Conseil de l'Europe avec l’UNAEC-Europe (Union européenne des anciens et anciennes élèves de l’enseignement catholique) le colloque « Éducation, Citoyenneté, Subsidiarité » sous le haut patronage de Marija Pejčinović Burić, secrétaire générale du Conseil de l'Europe,.

## Responsables
Les présidents successifs de l'OCIPE ont été Alexandre Grunelius (élu en 1956), Émile Baas, Jacques Grosclaude, Jean Schlick (1982-1988) et enfin Laurent Grégoire, depuis 1988.
L'OCIPE a pour directeurs successifs,, les pères Albert Le Roy (jésuite, 1956-1958), Émile Gabel (assomptionniste, 1958-1960), ancien directeur du quotidien La Croix, Jean Weydert (jésuite, 1960-1981), Gabor Tegvev (1982-1991), Jef van Gerwen (jésuite, 1991-1992), Jean-Mathieu Lochten (jésuite, 1992-1995), Pierre de Charentenay (jésuite, 1997-2003) avant qu'il ne prenne la direction de la revue Études, Jan Kerkhofs (jésuite, 2003-2005) et Frank Turner (jésuite, 2005-2012).
De nombreux jésuites ont travaillé à l'OCIPE à Strasbourg, dont Henri Bussery (rédacteur en chef de la revue Projet) et jusqu'en 2018, le prêtre et théologien Henri Madelin.

## Publications
De 1959 à 1978, l'OCIPE a publié en français et en allemand la Lettre de l’OCIPE qui est devenue en juin 1978 en langue française Objectif Europe et en langue allemande Projekt Europa.
En janvier 1999, la revue de l'OCIPE fusionne avec celle de la Commission des épiscopats de l'Union européenne (COMECE) pour donner naissance à « Europe Infos », revue commune aux deux organismes Depuis 2012, «Europe Infos» est une lettre mensuelle électronique publiée par la COMECE et le JESC.

## Pour approfondir